# ساحل ادلا (ویسکانسین)
ساحل ادلا، ویسکانسین (به انگلیسی: Adella Beach, Wisconsin) یک محدوده ثبت‌نشده در ایالات متحده آمریکا است که در نینا، ویسکانسین واقع شده‌است.

## خصوصیات
ساحل ادلا ۲۲۸٫۹۱ متر بالاتر از سطح دریا واقع شده‌است.